# NGC 4659
NGC 4659 este o galaxie lenticulară situată în constelația Părul Berenicei. A fost descoperită în 12 aprilie 1784 de către William Herschel. Se află la o distanță de 16,5 megaparseci de Pământ.